# Stranje, Šmarje pri Jelšah
Stranje je naselje v Občini Šmarje pri Jelšah.